# Fac-similé
Cet article concerne les reproductions exactes de documents. Pour le procédé d'envoi de document, en télécommunications, voir Télécopieur.

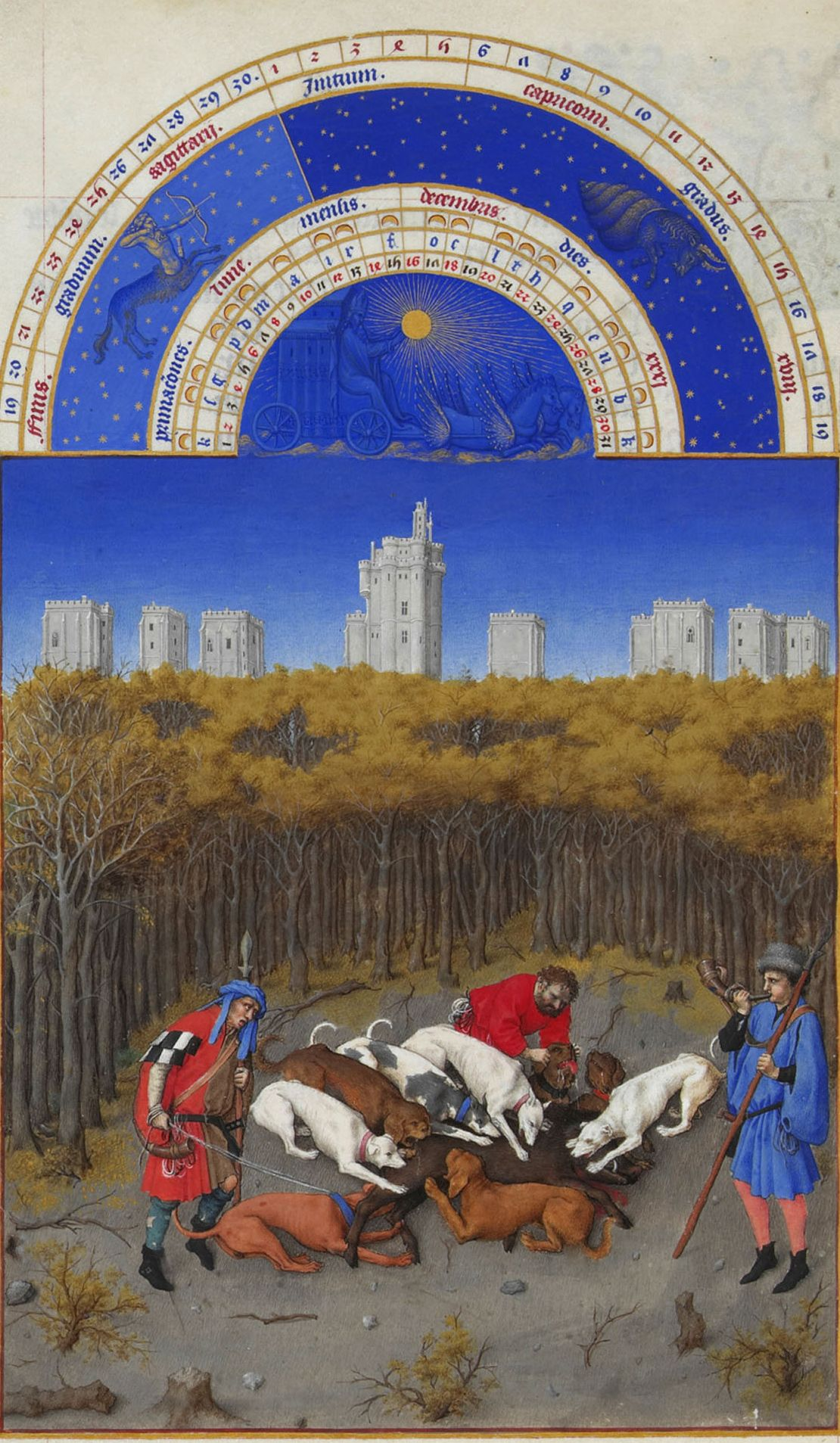
Miniature de l'ouvrage Les Très Riches Heures du duc de Berry, dont l'accès est très restreint, mais facilité par des facsimilés de haute qualité.

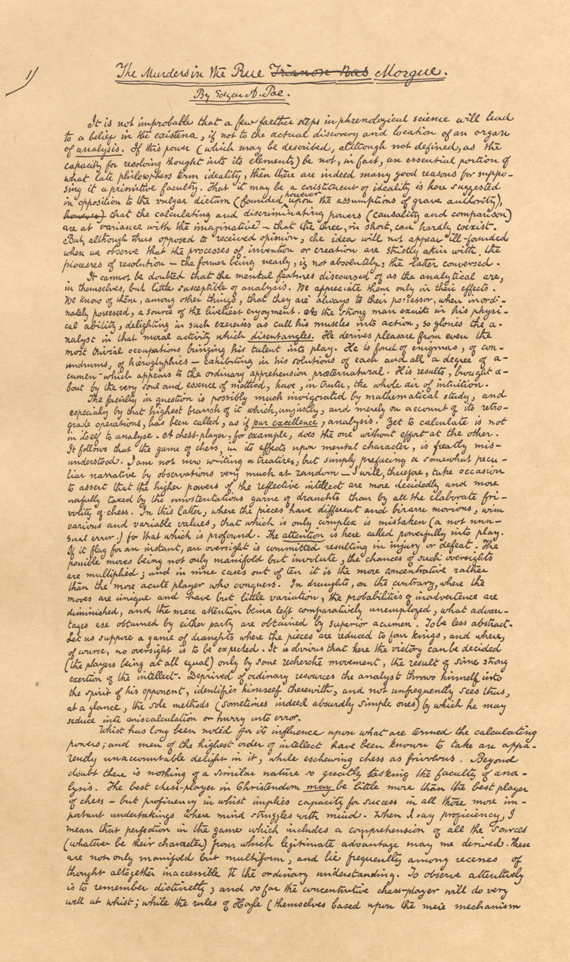
Extrait d'un facsimilé du manuscrit de Double assassinat dans la rue Morgue.

Un facsimilé (du latin facere, « faire », et simile, « chose semblable »), ou fac-similé avant les rectifications orthographiques du français en 1990, est une copie ou reproduction d'un vieux livre, manuscrit, dessin, œuvre d'art ou autre élément à valeur historique, qui est aussi identique que possible à la source originale, en utilisant, en général, un procédé photographique.
Le facsimilé diffère des autres formes de reproduction en cela qu'il cherche à reproduire la source aussi fidèlement que possible en termes d'échelle, de couleur, et d'autres qualités matérielles. En ce qui concerne les livres, cela désigne aussi une copie complète de toutes les pages. De ce fait, une copie incomplète est appelée « facsimilé partiel ».
Les facsimilés sont davantage adaptés aux documents imprimés ou écrits à la main qu'aux objets à trois dimensions ou aux peintures à l'huile à la texture de surface unique. Les reproductions de ces dernières sont souvent appelées « répliques ».
Les facsimilés sont utilisés, par exemple, par les étudiants ou les chercheurs pour des recherches sur une source à laquelle ils n'ont pas accès autrement et par les musées et services d'archive pour la préservation du média. Ils sont vendus commercialement.

## Le facsimilé à l'âge de la reproduction mécanique
Les progrès dans l'art du facsimilé sont liés de près à ceux de l'imprimerie. Les cartes, par exemple, étaient au cœur des premières explorations de fabrication de facsimilés, même si souvent leur fidélité à la source originale était d'un niveau inférieur à ce qui serait aujourd'hui attendu.
Un exemple précoce est la Table de Peutinger (1598) d'Abraham Ortelius. Les innovations au cours du XVIIIe siècle, particulièrement dans le domaine de la lithographie et de l'aquatinte, se traduisent par une explosion du nombre de facsimilés faits d'après les dessins des vieux maîtres, qui pouvaient être étudiés à distance.

## Utilité : la conservation en conservant une accessibilité
Des manuscrits enluminés éminents ne sont visibles au public qu'en facsimilés. Les chercheurs peuvent maintenant consulter des copies de haute qualité. Contrairement aux procédés de reproduction de livres classiques, les facsimilés restent plus proches des couleurs originales - ce qui est particulièrement important pour les manuscrits enluminés - tout comme des défauts.
Les facsimilés jouent un rôle important dans l'étude de l'histoire, la paléographie et d'autres domaines où l'accès à un document original indisponible autrement est essentiel pour un examen attentif. La copie du manuscrit original de Double assassinat dans la rue Morgue (The Murders in the Rue Morgue) d'Edgar Allan Poe permet ainsi aux chercheurs de voir les corrections autographes de l'écrivain avec une qualité qui rivalise avec l'original.